# 파나리오테스
파나리 사람 즉 파나리오테스 또는 파나리오치(그리스어: Φαναριώτες, 루마니아어: Fanarioţi, 불가리아어: Фанариоти)는 콘스탄티노폴리스의 주요 그리스인 지역으로 콘스탄티노폴리스 총대주교가 있는 파나르 지구(Φαναρι, 현재 페네르(Fener)에 거주하는, 주로 그리스인 가문으로 이루어진 집단(그리스화된 루마니아인과 알바니아인을 포함)이었다.
그들은 완전한 세계주의적인 생각을 지녔으며, 종종 서구식(로마 가톨릭) 교육을 통해, 파나리오테스는 그들의 헬레니즘적 요소를 강하게 인식하고 있었다 : 니홀라오스 마브로코르다토스의 필로테우 파레르가에 따르면, "우리는 완전히 그리스 민족이다."라고 말하였다.
파나리오테스는 16세기 후반에 그리스인의 부유한 상인계층(그들은 보통 자신을 비잔티움 제국 귀족의 후손이라고 주장했다)에서 출현하였으며, 18세기 오스만 제국이 발칸 대부분의 영토를 장악함에 따라 강력한 영향력을 가지게 되었다. 그들은 오스만 제국의 밀레트 제도 하에서 제국 내 정교회 신도들(룸 밀레트, "로마 민족")의 종교적 권위와 함께 세속적 권위(millet-bashi)를 모두 가지고 있는 파나리 지구의 총대주교 궁전 근처에 집을 짓고 살았으며, 때때로 총대주교 관구의 아르콘테스(교회의 권익을 보호하는 임무를 받은 평신도)들처럼 행세하기도 했다. 따라서, 총대주교 관구의 행정을 지배하게 되었고, 때때로 콘스탄티노폴리스 총대주교 등 고위 성직자들의 선출에 개입하기도 했다.

## 개관

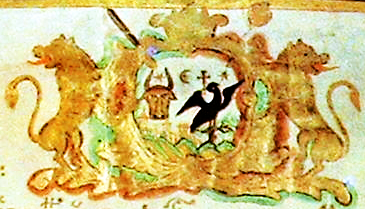
콘스탄티노스 입실란디스의 문장 (1805)

이 가문들 중 몇몇 구성원은, 17세기에 이미 오스만 제국의 정책과 행정을 담당하는 부서의 고위직을 담당하여 거대한 부와 영향력을 손에 쥐고 있었다. 1669년부터 그리스 독립 전쟁이 발발하는 1821년까지 그리스인들의 교육 수준이 제국을 구성하는 여타 민족에 비해 높았기 때문에, 주로 오스만 정부에서 드라고만(dragomans;중동인과 유럽인 사이의 통역사)이나 대사관(embassies)으로 파견되는 경우가 많았다. 교회의 성직자나 지역 유지, 대상인 출신이 많았기 때문에 그리스 독립 전쟁 발발 이전까지 오스만 통치기간 동안 보다 나은 교육을 받은 그리스인 계급을 대표하였다. 독립 전쟁 동안에 파나리오테스는 매우 중요한 역할을 수행했으며, 1821년부터 1829년까지 총 6번 열렸던 그리스 혁명기의 대표 기구, 그리스 의회의 결정에 영향을 끼쳤다.
1711년~1716년에서부터 1821년까지 그들 중 상당수는 외교관(Dragoman)으로서의 봉직에 대한 보상으로 도나우 공국(몰다비아와 왈라키아)의 군주(Hospodar; 보이보데 혹은 공)직을 지내기도 하였으며, 루마니아 역사에서는 이 기간을 보통 파나리오치 시대라고 부르고 있다.

## 오스만 제국
오스만 제국이 무력보다는 주로 협상력에 의존하지 않을 수 없게끔 쇠퇴해감에 따라, 숙련되고 잘 교육된 협상가들을 필요하게 되면서 그리스인이 부상하였다. 17세기부터 오스만 제국은 국제 관계를 맺는데 문제에 봉착해왔으며, 주변국과의 관계에서 주도적인 위치를 유지하는 데 어려움을 겪었기 때문에, 오스만 궁정(Porte)은 외교적 협상의 필요성을 처음으로 절감하게 된다.
보통 서유럽 언어와 문화에 무지했던 오스만 전통에 심취하여, 공직자들은 스스로 이런 문제를 다룰 능력이 없음을 깨달았다. 오스만 궁정은 그 후 긴 상업적, 교육적 전통을 가지고 있던 그리스인들에게 이런 문제를 담당하게 했고, 당시에 필요했던 기술(협상력)을 얻어낼 수 있었다. 그 결과로, 그들은 콘스탄티노폴리스에 원래부터 살던 그리스인 혹은 그리스화된 가문들로 이루어진, 파나리오테스라고 불리며 오스만의 고위 시종직이나 고위 공직자의 통역사 또는 공직자 자리를 점령하기 시작했다.

### 외교관과 성직자

콘스탄티노폴리스 총대주교의 문장

파나리오테스와 교회 행정을 장악한 결과로, 18세기의 오스만 제국에서 그리스인들은 헬레니즘 풍과 그리스 정교를 고수하며 자신들의 영향력을 높일 수 있었다. 이것은 오스만 제국의 주시를 받던 16세기의 남슬라브족 문제만큼 제국 입장에서 귀찮은 일은 아니었다. 세르비아인들 역시 군대의 고위직을 점하는 동안, 그리스인과는 대조적으로 그들 남슬라브인들, 특히 보스니아(Bosnia)인들은 이슬람으로 개종함으로써 완전한 오스만 제국 시민권을 만끽하고 싶어했다.
그 당시, 행정 조직 내의 슬라브인의 존재는 대튀르크 전쟁(1662년~1699년) 당시 합스부르크 군대에게 저자세를 취해 그들을 도움으로써 오스만 통치자들에게 점차로 큰 위협이 되었다. 17세기를 통해 콘스탄티노폴리스의 그리스인 총대주교는 인종적 배경에 상관 없이 제국 내 모든 정교도 구성원들의 종교적, 정치적 지배자였다. 1557년에 갱신된 세르비아 대주교 관구를 포함하여, 예전에는 독립해있던 정교도 대주교 관구들 모두 그리스 정교의 권위 아래 들어갔다. 대부분의 그리스 총대주교는 파나리오테스 내에서 배출되었다.
그로부터 두 개의 그리스인 공동체가 생겨나 그리스 교회의 권위에 도전했다. 그들이 콘스탄티노폴리스의 파나리오테스와 그리스 지방의 지역 유지들(코카바시스(kocabaşıs), 게론데스(gerontes), 디모게론데스(dimogerontes), 프로크리티(prokritoi)이었다. 그리스의 중요한 역사가들 중 한 명인 콘스탄티노스 파파리요풀로스에 따르면, 파나리오테스는 처음에는 총대주교 궁전의 세속 직위를 추구했고, 이런 식으로, 그들은 총대주교의 중요한 결정에 영향력을 행사할 뿐만 아니라 주교들의 선거에 빈번하게 개입할 수 있었다. 후에 파나리오테스라고 불리게 된, 굉장한 경제적 번영이나 정치적 영향력을 성취한 그리스의 상인들과, 비잔티움의 귀족의 후손인 성직자들은, 1461년(하기아 소피아가 모스크로 바뀌고 난 직후) 총대주교 궁전이 설치된 이래 그리스인들의 이익이 집중되었던 콘스탄티노폴리스의 북서단 지구에 모여 살게 되었다.

#### 총대주교 관구
기독교도들을 예속해오던 비잔티움의 황제를 실질적으로나 법적으로나 술탄이 명실상부하게 대체하게 된 1453년의 콘스탄티노폴리스의 함락 이후로 교회 총대주교는 술탄에게서 그리스인과 그리스 정교 밀레트에 속하는 모든 민족의 종교적, 민족적(에트나르키스Εθνάρχης) 지도자로 인정받았다. 오스만 제국은 법률상으로 민족과 종교 구분을 따로 하지 않았으므로 모든 정교도들이 하나의 실체로서 취급되었기 때문에, 총대주교 관구는 가장 중요한 위치를 획득했으며, 제국 내 기독교도들 중 가장 중요한 역할을 점유했다.
오스만 제국 내 총대주교 관구의 위상은 비잔티움 제국의 재건과 재흥에 집중된 그리스인 '르네상스'의 표상이었다. 구 비잔티움의 귀족들을 매료시켰던 총대주교와 그를 둘러싼 교회의 고위 공직자들은, 후에 제국 조직에 침투하는 데 성공하게 되는 오스만 제국 내 그리스인들 권력의 가장 중심을 구성했다.

### 상인 중산층
광대한 그리스인 상인의 부는 1821년의 이르고 나서도 반세기 정도 그리스인들의 생활에서 현저히 드러나는 지적 부흥의 물질적 토대를 제공해주었다. 최초의 그리스인 백만장자는 마누일 칸타쿠제노스(Manuel Cantacuzenos)로, 그는 모스크바 대공국 과의 모피 무역으로 해마다 60,000 두카트(ducats)를 벌어들였는데, 결국 그는 술탄의 명령으로 참수당했다. 항상 그리스 세계의 특징이 되어왔던 지역 애국주의에게 재촉받아, 그리스 상인들은 도서관과 학교에 많은 기부를 하였다. 그리스 독립운동 직전까지 학교가 딸린 종합 대학이 소재했던 그리스 학문의 중심지 세 곳이, 그리스 상인이 집중되었던 키오스, 스미르나, 아이발리(Aivali; 현재 터키 아이발륵)이 세 곳에 몰려있었던 것은 결코 우연이 아니었다.

### 공직

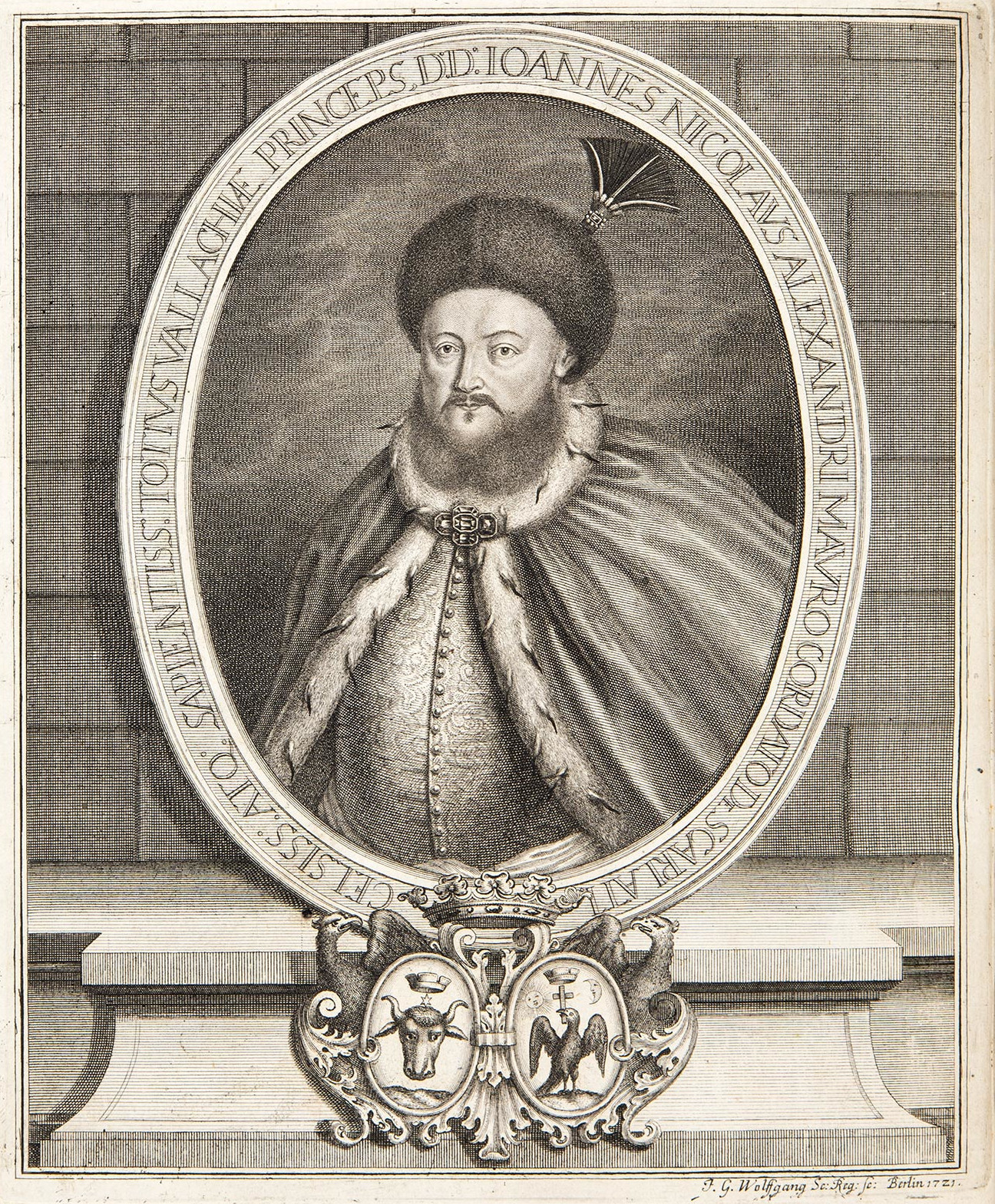
니콜라오스 마브로코르다토스(Nicholas Mavrocordatos)

18세기를 통하여, 파나리오테스는 총대주교령의 사무를 관할하며 세습적이고 사무적인 관료 집단으로 등장했고, 오스만 제국령 내 그리스인들의 강력한 정치적인 세력이 되었다. 그와 동시에, 오스만 제국 내의 중요한 정치 주체로 성장하여, 외교관으로서 대 브리튼 왕국이나 프랑스, 러시아 제국에 관한 업무에서 중요한 위치를 수행했다.
파나리오테스는 곧 오스만 행정부의 가장 중요한 행정 부서 몇몇을 얻기 위해 (제국 내 다른 민족과) 경쟁했다. 그 중 몇몇에는 제국의 세금 징수, 상업적 독점의 유지, 다양한 사업의 계약 하의 업무, 궁정의 식품 납입자, 그리고 심지어 두 개의 도나우 공국들(몰다비아와 왈라키아) 지배자가 포함되었다. 그와 동시에, 그들은 사적인 무역 사업에도 뛰어들어 흑해의 가장 중요한 밀 무역에 대한 막대한 영향력을 손에 넣었다. 파나리오테스는 상업적 활동을 처음에는 헝가리 왕국에, 나중에는 중부 유럽 전체로 확대하였다. 이런 활동들이 서유럽과의 접촉을 긴밀하게 하였으며, 결국 그들은 서유럽 언어와 문화에 친숙하게 되었다.
그리스 독립 전쟁 발발 직후, 파나리오테스는 그리스 문화의 엘리트로서 확고하게 자리잡았다. 그리스 역사가 콘스탄티노스 파파리요풀로스에 따르면, 방대한 제국을 관리했던 경험과 그들에게 주어진 높은 교육 수준 때문에 자연스러운 전개였다. 추가로, 스보로노스는 그들이 단지 정복자와 피정복자간의 평화로운 공존을 위해서밖에 노력하지 않았기 때문에 그들의 민족적 정체성이 계급적 정체성에 종속되었다고 주장했다: 스보로노스는 이런 식으로 그들이 그리스 민족 정체성을 키우는 데 실패했고, 초기의 클레프테스(κλέφτης)나 나중의 민병대(Αρματολόι) 같은 오스만 제국과의 최전선에 서 있던 그룹의 존재 기반을 잃어버리게 만들었다고 믿었다.

## 도나우 공국

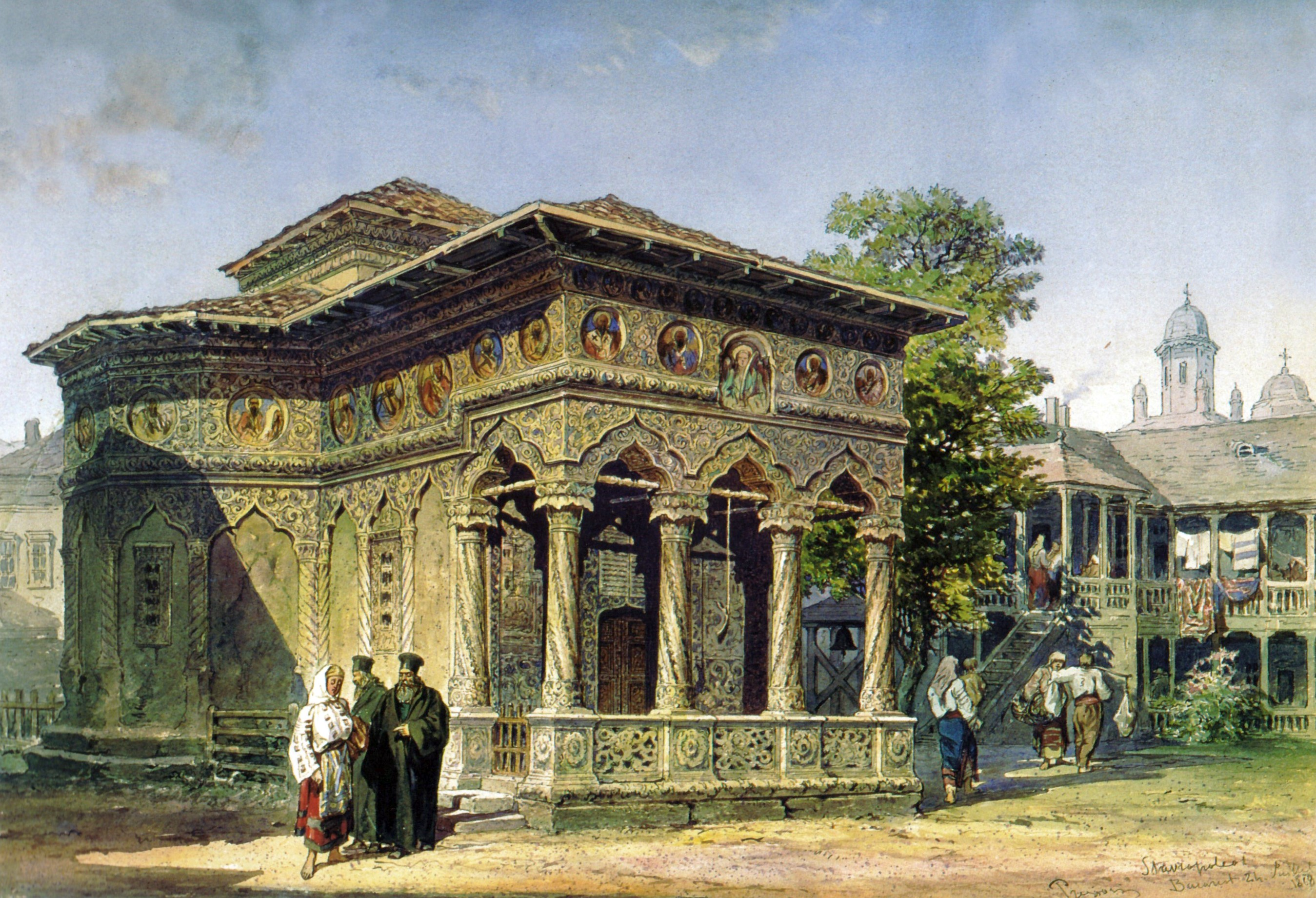
니콜라오스 마브로코르다토스에 의해 지어진 부쿠레슈티의 스타브로폴레오스 교회, 1868년 아마데오 프레지오시에 의해 제작된 석판화

### 성립과 대립
이 시기는 두 공국에 그리스인의 존재가 소개되는 것으로 이해되지 않는다. 이들은 이미 스스로 공동체를 건설해 18세기 이전에 자신들 사이에서 통치자를 냈기 때문이다. 파나리오테스 시대가 끝난 후, 1848년 왈라키아 혁명에서 급진적이고 민족주의적인 인사였던 C. A. 루세티가 속한 루세티(Russeti) 가문으로 대표되는 많은 왈라키아나 몰다비아 출신 파나리오테스가 자신의 정체성을 루마니아인이라고 규정하고 루마니아 사회에 잔류하였다. 유명한 기카스(Ghicas) 가문도 마찬가지였다(그들의 파나리오테스와 직접적으로 연관이 있었지만 1821년 이후 왈라키아 공으로 즉위한 이 가문 출신의 그레고리 4세(Grigore IV)와 알렉산드루 2세(Alexandru II)는 최초의 '비(非)-파나리오테스' 공작으로 구분된다). 결국, 그리스인 출신의 바카레스쿠(Vacarescu) 가문 역시 초기 루마니아 문학을 저술하게 된다.
파나리오테스의 의도는 주로 非무슬림이 누릴 수 있는 가장 유리한 직책뿐만 아니라, 제국 내 다른 지역보다 상대적으로 부유하고, 그리고 좀 더 중요하게는 자치적이라는 점 때문에(속국으로서 조공을 납부해야 함에도 불구하고) 왈라키아와 몰다비아의 도나우 공작을 점하는 데에 집중되어 있었다. 많은 그리스인들이 그곳이 상업활동에 적합한 곳임을 알았으며, 오스만 제국 내 다른 곳보다 대조할 때 훨씬 유리한 곳이며 정치적인 힘을 기를 수도 있었다. 그들 중 많은 수가 혼인을 통해 왈라키아나 몰다비아의 보야르 가문에 녹아들었다.
드물게 일어났음에도 불구하고, 지방 공작들의 통치 역시 배제되지 않았다. 이 상황은 그리스화한 두 루마니아인 귀족 가문인 칼리마키스(Callimachis, Călmaşul)와 라코비차스(Racoviţăs)에 의해 결정되었다. 옥좌를 거머쥘 기회를 늘리고 그것을 용이하게 위하여 이 가문들은 파나르 지역의 중심으로 침투했으며, 그들의 위치를 성공적으로 유지할 수 있었다.
대부분의 사료들이 1711년쯤 되면 전통 제도의 단계적인 침식이 최종 단계에 이르렀다는 것에 동의한다고는 하나, 파나리오테스 시대에 만들어졌다고 여겨지는 특질은 그들이 느끼기 오래전부터 그들 스스로 만들어왔다. 이전 세기(15세기까지 거슬러 올라가)를 통하여 오스만인들이 군주 간택을 실시할 때에, 주로 그리스인이나 레반트 사람이었던 외국인 보야르들은 16세기 후반부터는 지역 보야르들과 경쟁을 해야했다. 몰다비아의 데메트리아슈크 칸타쿠지노(Cantacuzino)와 왈라키아의 그리스 계 통치자 요르요스 두카스(1673년생) 이후로는 일족 중 한 명을 선택하는 것이 아닌, 가족 구성원 전원을 인질로써 콘스탄티노폴리스에 보내도록 강요받았다. 동시에 양 공국들의 전통적인 선거 제도는 장기적인 정치 불안을 계산해야 했으며, 두 개의 옥좌와 독점적인 토지 지배권을 위해 폭력적인 경쟁에 참여한 몇몇 야심찬 가문들에 의해 지배되었다(출신지에 상관없이). 대표적인 예가 1711년까지 크라이오베슈티(Craioveşti) 가문과 칸타쿠지노 가문의 대립이었다.

### 1711년부터 1715년까지

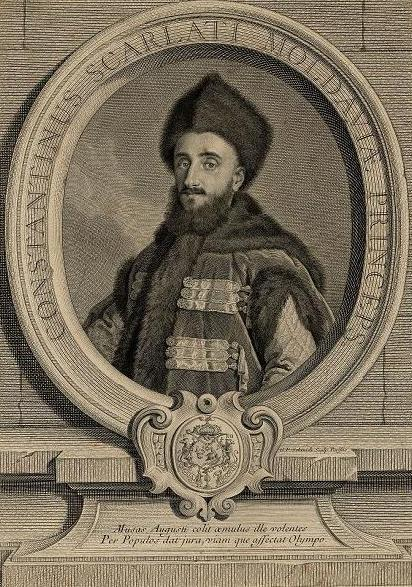
콘스탄티노스 입실란티스(Constantine Ypsilantis)

정책의 명백한 변화는 표트르 대제 치하 러시아 제국의 팽창과 양 공국과의 카르파티아 국경에 합스부르크 제국의 존재가 확고해지면서, 지역 공작들의 불복종 때문에 오스만 제국이 자치령임에도 불구하고 지속적인 습격을 하면서 찾아왔다. 두 공국 내에서의 의견 대립은 같은 동방 정교회 국가(러시아)가 보호 제안을 통해 민심을 얻으려 함으로써 이미 위험에 처한 오스만 제국에 더 큰 위협으로 다가왔다. 이것은 표트르 대제와 공모하여 오스만의 통치를 벗어나려고 했던 미하이 라코비차(Mihai Racoviţă)의 두 번째 몰다비아 통치에 명백해졌다. 덧붙여 그를 대체하여 몰다비아의 최초의 공식적인 파나리오테스로서 다시금 니콜라오스 마브로코르다토스(Nicholas Mavrocordatos)가 공작이 되었다(그는 왈라키아의 슈테판 칸타쿠지노(Ştefan Cantacuzino)를 대신하여 그곳의 첫 번째 파나리오테스 군주가 되었다).
정책 변화의 중요한 순간은 디미트리에 칸테미르(Dimitrie Cantemir) 재위 시에 러시아 편에 서서 그들의 보호를 받아들였던 러시아-투르크 전쟁(1710~1713)이었다. 러시아가 대패를 경험하고 칸테미르가 추방당한 이후, 오스만인들은 곧 왈라키아에서 했던 방식(이 경우에는, 슈테판 칸타쿠지노가 대튀르크 전쟁에서 사부아 공작 외젠(Prince Eugene of Savoy)과 동맹을 맺었기 때문에 촉발된 것이었다)에 따라 몰다비아 공의 계승권을 주장했다.

### 통치자와 수행원들

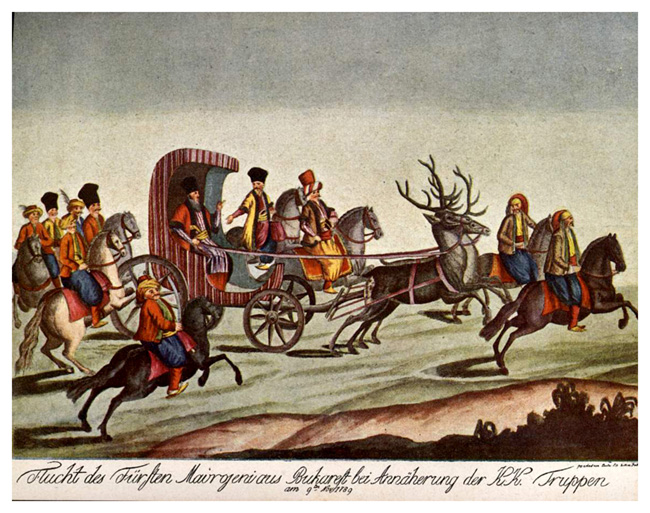
왈라키아의 피나리오테스를 그린 그림. 하단 문구는: “오스트리아 제국군(K.u.k)의 육박에 따라 마브로예니 공작의 도망” 이라고 씌어 있다. XXX 9th 1789"

공작위에 옹립된 개인은 보통 수석 외교관(Dragoman)이었으며, 당연하겠지만 오스만의 정치와 현 정책에 정통하게 되었다.
수많은 뇌물(그 자체로 새로운 필요 조건은 아니었지만)로 자신의 지위를 획득한 새로운 공작은 그가 다스리도록 선택된, 보통 그가 알지 못하는 언어를 쓰는 나라를 맡았다. 일단 새로운 공작이 정해지면, 그들은 그들의 가족이나, 총신이나, 채권자(뇌물 자금을 빌려 준)가 지휘하는 수행원들에게 야쉬(Iaşi: 몰다비아 공국의 수도. 現 루마니아령)나 부쿠레슈티로 안내받았다. 공작과 그가 임명한 사람들은 가능한한 빠른 보상을 기대했으며, 작위에 있던 짧은 기간동안 폐위 이후에도 먹고 살만한 충분한 재산을 긁어모았다.
두 공국을 통틀어, 파나리오테스 시대에는 31명의 공작과 11개의 다른 가문이 통치했다. 그들 중 많은 수가 추방당하거나 처형당했다. 31명의 공작들 중 7명이 비명횡사했으며, 몇몇은 부쿠레슈티나 야쉬의 궁전에서 처형당하기도 했다.
오스만 궁정에 대한 공작들의 불충의 사례 때문에, 간택은 몇몇 가문 사이로 제한되었고, 통치자들이 한 공국에서 다른 공국으로 옮겨가는 사례가 빈번했다. 두 공국 중에 더 부유한 편이었던 왈라키아의 공작은 야쉬로 파견되는 것을 피하기 위해 뇌물을 쓰기도 한 반면, 몰다비아의 공작들은 왈라키아로 전출되기 위하여 콘스탄티노폴리스의 후원자들을 매수하곤 했다. 예로 들면, 콘스탄디노스 마브로코르다토스(Constantine Mavrocordatos; 1711~1769)의 경우 몰다비아와 왈라키아를 합쳐 10차의 통치 기간(왈라키아 6차, 몰다비아 4차)을 가졌다. 그러나 이 빚은 그의 다양한 채권자들에게 진 것이지 술탄 자신에게 진 것은 아니었다. 사실, 오스만 제국이 공작을 중앙에서 임명한 것은 두 공국에 대한 제국의 지배권을 유지하도록 결심시키는 것에 있었지 그들을 불합리하게 착취하는 데 있는 것이 아니었다. 좀 더 이른 예로, 술탄 아흐메드 3세는 심지어 니콜라오스 마브로코르다토스의 뇌물 일부를 지불해주었다.

### 행정과 보야르들
파나리오테스 시대는 오스만 제국의 필요에 따라, 또는 군주(자신의 허약한 위상에 주의하며 채권자들과 그 자신의 부를 아직 재위할 때 늘려야 했던)들 그 자신의 야심에 따라 지나치게 재정 정책에 치우졌다고 간단하게 정의할 수 있다. 오스만 궁정의 필요(오스만 제국의 정체에 따라 증가했다)를 만족시키기 위한 자금을 불리는 동안에도 자신의 통치를 수지맞는 것으로 만들기 위해, 공작들은 자신의 힘을 강탈로 돌렸고, 그리고 다양하고 증가하는 세금을 내야 하는 주민들을 가난에 몰아넣었다. 그러나 근대 루마니아 사료 편집에서 파나리오테스가 물린 것으로 잘못 정의된 가장 지독한 세금은 좀 더 묵은 기원을 가지고 있다(1580년 얀쿠 사술(lancu Sasul)이 처음 부과한 바카리트(văcărit)와 같은 것).
파나리오테스 통치의 이런 실수는 콘스탄디노스 마브로코르다토스(1746년에 왈라키아에서 농노제(serfdom) 폐지, 1749년에 몰다비아에서 농노제 폐지)나 알렉산드로스 입실란디스( Alexander Ypsilantis)와 같은 많은 성취, 계획과 대립적인 면에 서 있다. 입실란디스는 법 체계를 개편하고, 지역민들이나 그리스인들에게나 행정관에게 주는 뇌물로 빠져나가는 예산 고갈을 막기 위한 노력의 그 일환으로 그들 스스로 생계를 꾸려나가도록 행정직에 봉급제를 강요했다(이로써 그들이 토지를 소유하는 것보다 직위를 유지하는 것이 더 이익이 되었다). 그의 상당히 근대적인 법전인 프라빌니체아스카 콘디카(Pravilniceasca condică)"는 수구적인 보야르들의 강력한 저항에 부딪혔다.

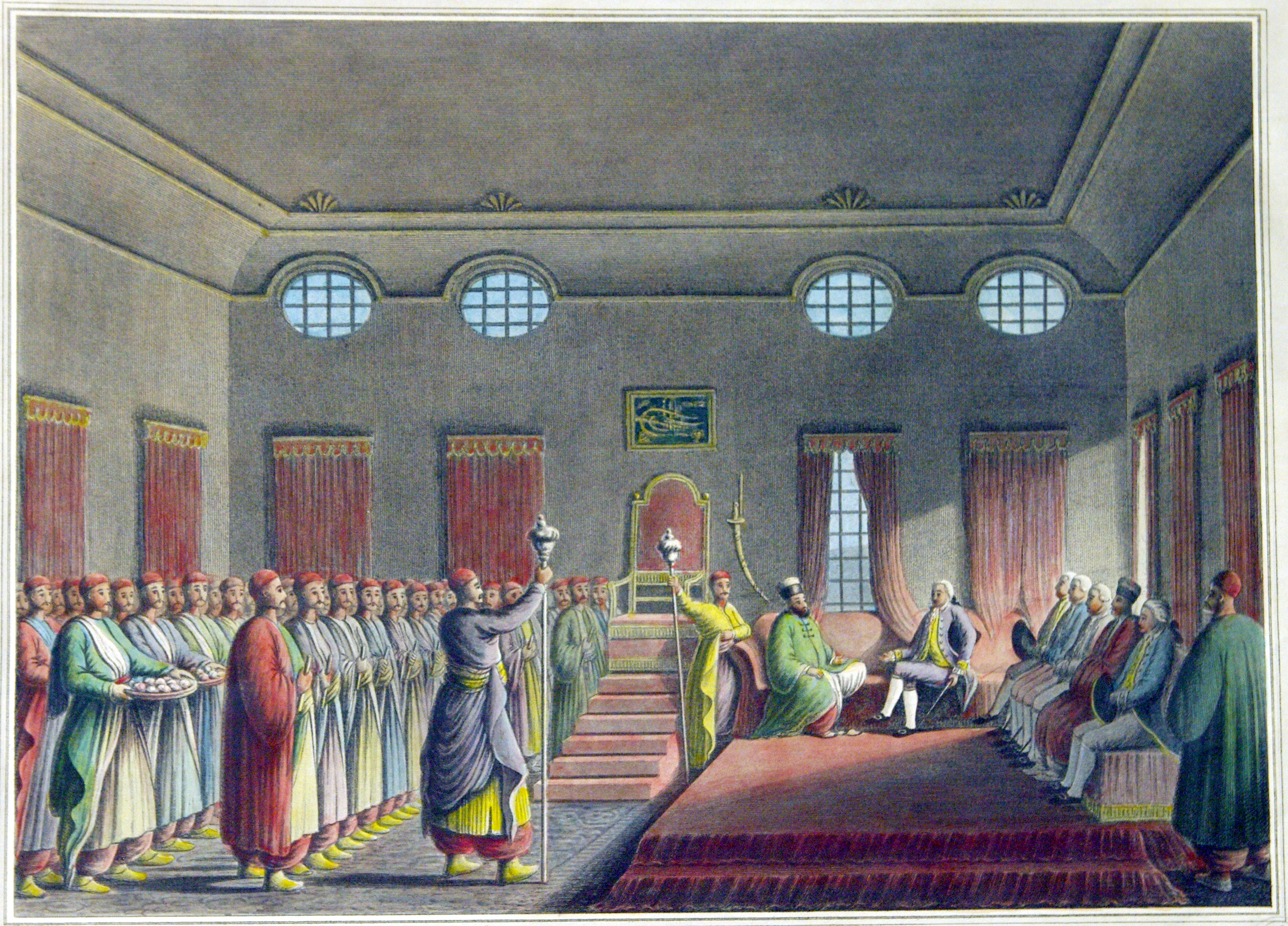
코르테아 누아(Curtea Nouă)에서 영국 사절과 환담하고 있는 알렉산드로스 무루시스 (Alexander Mourousis)

사실, 이런 조치의 초점은 종종 보수주의적인 요구에 대항하여 국가 구조를 개량하는 데 있었다. 리더십의 변화와 보야르들의 불평에도 불구하고, 그 시대의 문서는 디반(Divan)에 앉아있는 사람(좀 거칠게 정의하면 봉지(封地)와 같은 제도)들 중 80%가 전통적인 지역 가문의 일원이었음을 보여준다. 이것은 이전 시대 이 지역 특유의 사회적, 경제적 문제를 나타나게 했다. 예를 들어 보야르 핵심 집단은 알렉산드로스 입실란디스의 주도권을 방해하기 위해 움직였을 뿐만 아니라, 그들이 획득하고 확장하고 성공적으로 유지했던 세금 면제를 위해 압박을 넣었다.

### 러시아의 영향
쿠추크-카이나르지 조약(1774년)으로 러시아가 오스만 제국 내 정교도의 문제에 개입할 수 있게 됨에 따라, 대부분의 오스만 궁정의 정치적 압박을 넣을 수 있던 정책적 도구가 유명무실화되었다. 오스만 궁정은 경제적, 전략적 자산으로서 두 나라를 유지하기 위해 하는 수 없이, 두 나라에게 더 많이 양보하겠다고 제안해야 했다. 이 조약은 연공을 더 이상 늘리지 못하도록 만들었으며, 1774년부터 1820년대까지 연공은 왈라키아에서 금화(오스트리아 금화 통화와 동등한 기준) 50,000닢에서 20,000닢으로 줄었으며, 몰다비아는 겨우 3,100닢만 내면 되었다.
얼마 지나지 않아, 러시아는 새로운 특권을 효과적으로 사용하기 시작했다. 왈라키아에서 콘스탄디노스 입실란디스가, 몰다비아에서 알렉산드로스 무루시스가 프랑스 제국의 특사, 오라스 세바스티아니(Horace Sébastiani)그는 부쿠레슈티의 친러시아 모반을 두려워했다)의 요구로 술탄 셀림 3세에 의해 쫓겨나자 1806년부터 1812년까지 벌어진 전쟁의 선전 포고를 선언했다(러시아 장군 미하일 안드레예비치 밀로라도비치(Mikhail Andreyevich Miloradovich)는 재빨리 왈라키아 원정에서 입실란디스를 복귀시켰다).
이런 행보는 러시아의 속국이 된 시대를 열었으며, 이는 1830년대에 "조직화 법령(Organic Statute)"
이 있을 때 정점에 이르렀다. 다뉴브 공국들은 나폴레옹 전쟁과 오스만 제국의 쇠퇴로 인하여 러시아의 남하(1812년 베사라비아 합병으로 관심이 증가했다)를 막는 데 유럽 국가들이 관심을 가짐에 따라 중요성이 증가했다. 그에 따라, 러시아-터키 관계를 확실하게 관망하는 수단으로서 새로운 대사관이 두 국가의 수도에 설립되었으며, 그와 별개로 보야르(boyars)들은 공작에게 탄원 운동을 벌였다. 때때로 오스만 궁정이나 합스부르크 군주국( Habsburg Monarchy)에게 구애를 했지만, 거의 대부분은 러시아의 감독을 필요로 하였다. 그들의 부패와 실정의 사례로 언급되는 것과, 동시에 청원서에 서명한 자들의 동기가 보수주의적인 의도임을 보여준다. 보야르들은 사실은 허상임에도 불구하고, 두 공국 중 어느 한 쪽이 오스만 제국과의 협정을 맺을 때 그들을 부흥시킴으로써 권리를 보장받으려는 요구를 함으로써 특별하게 언급되고자 하는 경향을 보였다. 그들은 또한 공작 주변에서 일어나는 개혁의 시도를 법률에 어긋난다고 주장하면서 의심스러운 눈으로 보았다. 보야르들은 대안으로(보통 헌법 설계에서 모양을 취한) 귀족제 공화정(aristocratic republic)의 설립에 대한 소망을 표출하곤 했다.

### 유산

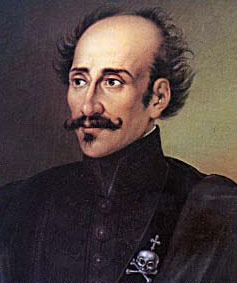
알렉산드로스 입실란티스(Alexander Ypsilantis) (1792–1828)

오스만 제국에 대한 몰다비아의 반란과 투도르 블라디미레스쿠가 이끈 왈라키아의 반란에 이어 필리키 에타리아( Philikí Etaireía)에 의해 일어난 소란과 함께 기카, 바카레스쿠(Vacarescu;그리스계의 파나리오테스)와 골레스쿠 가문이 적극적인 구성원이 되어 그리스계 공작들이 반란을 일으켰던 1820년 이후(그리스 독립 전쟁 참고), 그리스인이 오스만 궁정의 신용을 잃음에 따라 파나르 사회에 속한 사람의 출세가 사라지는 것을 초래했다. 공작과 보야르들의 긴장된 관계에 관련되어, 투도르 블라디미레스쿠( Tudor Vladimirescu's)의 왈라키아 반란은 그것이 지속되는 동안은, 부쿠레슈티의 마지막 파나리오테스 군주인 스카를라트 칼리마키( Scarlat Callimachi)의 즉위를 막으려는 보야르 섭정들과 올테니아 판두르(Oltenian panders) 슬라브인 비정규군. 게릴라와 비슷하다)들의 협력의 결과이다.
몰다비아의 이오안 스투르자(Ioan Sturdza)와 왈라키아의 게오르기 4세 기카는 새로운 시대의 첫 번째 군주로 평가되고 있다. 새로운 통치 체제는 또다른 러시아-투르크 전쟁에 의해 러시아에 점령당함으로써 돌연스럽게 끝나버리고, 다음 시기에는 러시아의 영향권 아래 놓인다(조직화 법령 보기).
대부분의 파나리오테스는 그리스 문화, 교육, 미술의 후원자로서 행동했다. 그들은 정교회 사회 전체를 통틀어 교육자들과 교육받은 학생들을 매료시킨 아카데미를 설립했고, 합스부르크 제국이나 중부 유럽의 지적인 사조와 함께 몇 번 접촉하기도 했다. 많은 수의 파나리오테스 군주들이 유능하고 통찰력을 가지고 있었다. 콘스탄디노스 마브로코르다토스는 왈라키아 공작으로서 1746년, 몰다비아 공작으로서 1749년에 농노제를 폐지했으며, 알렉산드로스 입실란디스(재위: 1774~1782)는 광범위한 행정과 법률의 개혁을 주도했다. 나아가, 알렉산드로스의 가벼워진 통치는 경제와 사회의 미묘한 변화와, 서구화의 개혁에 초점을 맞춘 새로운 정신적, 지적인 영감의 등장에 부합하는 것이었다.
그럼에도 불구하고, 파나리오테스에 대한 비판은 부분적으로 보통 외국인들에 대한 적개심을 하나로 통합한 루마니아 민족주의의 하나의 초점이었다. 이 풍조는 친 혹은 반 근대화 세력을 통합하였다. 파나리오테스 그리스인들은 잔혹하고 기회주의적인 변화의 상징(미하이 에미네스쿠(Mihai Eminescu)의 Scrisoarea a III-a)으로서 뿐만 아니라, 반동적 요소(루마니아 사회주의자들에게 부여받은 이미지)로서 그림에 나타난다.

## 유명한 파나리오테스 가문들
- 아르이로풀로스(Argyropoulos)

그리스 혈통. 오래전부터 콘스탄티노폴리스에 거주해왔고, 비잔티움 제국 치하에서 명망있는 학자, 관료 가문 출신이었다. 비잔티움 제국 멸망 후에는 러시아 제국이나 오스만 제국의 사절로 활약한다. 이 가문 구성원 중에는 요안네스 아르이로풀로스(1418~1487)가 유명한데, 그는 콘스탄티노폴리스 함락 이후 르네상스를 이끈 학자로서, 레오나르도 다 빈치가 그의 수업을 들었던 것으로 여겨질 정도로 이탈리아에 그 이름을 떨치기도 했다.
- 칼리마키스(Callimachis)

원래는 몰다비아의 루마니아 귀족 가문. 베사라비아(現 몰도바 공화국) 출신. 본래의 루마니아어 이름은 칼마쉴(Călmaşul)이며, 칼리마키스를 루마니아 식으로 부른 것이 칼리마키(Callimachi)이다. 칼리마키스란 이들이 파나리오테스의 일원이 되기 위하여 헬레니즘화한 결과 붙인 그리스식 성이다.
- 칸타쿠지노(Cantacuzino 혹은 칸타쿠제네 Cantacuzene)

원래는 왈라키아의 루마니아 계 귀족 가문. 이름에서도 알 수 있듯이, 비잔티움 황제 요안네스 6세 칸타쿠제노스의 후손이라 주장했다(사실상 혈연 관계는 없다는 것이 정설). 실제로 비잔티움의 황실 칸타쿠제노스 가문은 비잔티움 제국 멸망 이후 오스만 제국에 잔류한 사람들은 루마니아에 주로 이주했다고 한다. 오스만 제국을 떠난 사람은 러시아 제국으로 이주했는데, 혈통이 모두 단절되고 지금은 서유럽과 미국에만 2개의 분가가 거주하고 있다고 한다.
- 카라쟈스(Caradjas)

카라쟈스는 슬라브인이나 루마니아인이 부르는 이름. 그리스어로는 카라짜스(Karatsas 혹은 카라자스 Karatzas)라고 한다. 이쪽은 루마니아나 슬라브계라는 느낌이 나는 이름과는 반대로 알렉시오스 1세 콤네노스 시절부터 콘스탄티노폴리스에 거주한 뼈대있는 그리스계 혈통이다.
- 기카스(Ghikas 혹은 기카 Gjika)

마케도니아 출신의 알바니아 가문. 원래 기카(Gjika)라는 성은 오스만 제국 시대 알바니아인들 사이에서는 상당히 흔한 성씨였다. 왈라키아의 기카스 공가(公家)의 시조인 게오르게 기카는 왈라키아의 수도를 타르고비슈테에서 부쿠레슈티로 옮긴 인물이다. 기카스 가문은 역설적으로 그 자신이 파나리오테스의 중요한 일원임에도 불구하고, 루마니아의 파나리오테스 시대를 끝낸 가문으로 평가받고 있다. 루마니아 역사상 매우 중요한 가문이다.
- 마노스(Manos)

그리스 혈통. 예전부터 활발하게 활동해왔던 다른 파나리오테스 가문과는 달리 오히려 19세기에 들어와서 활동을 활발하게 한 가문으로, 그리스 국왕 알렉산드로스 1세의 왕비, 아스파시아 마노스를 배출한 명문가이다.
- 마브로코르다토스(Mavrokordatos)

그리스 혈통. 루마니아어로는 마브로코르다트(Mavrocordat), 터키어로는 마브로코르다토(Mavrocordato). 가히 최고의 파나리오테스 가문이라고 할 수 있으며, 오스만 제국의 다뉴브 공작 뿐만 아니라 신성 로마 제국의 레오폴트 1세로부터 제국 백작(Reichsgraf)작위를 수여받을 정도로 활발하게 활동을 했다. 루마니아, 그리스, 터키의 근현대사에 엄청난 영향을 미쳤으며, 그리스 총리도 여러번 역임할 정도로 막강한 힘을 가진 가문이다. 1699년, 외교관으로서 카를로비츠 조약에도 관여함으로써 영향력을 획득했다.
- 마브로예니스(Mavrogenes 혹은 마브로게니 Mavrogheni)

그리스 혈통으로 구성원 중 한 명이 왈라키아 공작을 역임했다. 이 가문 출신인 만토 마브로예네스(Manto Mavrogenes)는 그리스 독립 전쟁의 여걸로 불리고 있다. 마브로게네스라고 불러도 되지만 이 쪽은 비잔티움이나 고전식의 발음이다.
- 무루시스(Mourousis)

루마니아어로는 모루지(Moruzi). 원래는 트라페주스 제국의 귀족 출신의 가문. 비잔티움 제국 멸망 이후 왈라키아에 이주하여 그곳에서 활발한 정치 활동을 펼쳤다.
- 무수로스(Mousouros)

그리스의 학자 가문. 크레타 섬 출신.
- 라코비자(Rakovitza)

루마니아어로는 라코비차(Racoviţă). 본래 왈라키아의 보야르 가문 출신. 현재까지 그 혈통이 이어지고 있다.
- 로세티스(Rosettis)

혹은 루세트(Ruset), 루세티(Russeti)라고도 불리는 왈라키아 출신 가문.
- 수초스(Soutsos)

수조스(Soutzos)라고도 한다. 본래 아로마니아인(Aromanian) 출신. 루마니아어로는 수추(Suţu)라고 한다. 아로마니아인이란, 본래 루마니아인이지만 비잔티움 제국 시기에 현재의 그리스 지역, 특히 테살리아로 이주한 사람들을 지칭한다. 오늘날에도 테살리아에 제법 큰 공동체를 꾸리고 있다. 현재도 루마니아 본국과 연락을 긴밀히 취하고 그들과 동질감을 느낀다. 역사적으로는 그리스인에게 호의를 가져, 타국의 지배자보다는 주로 비잔티움 제국에 충성을 바쳤다.
- 입실란티스(Ypsilantis)

그리스계 혈통으로 루마니아어로는 입실란티(Ipsilanti). 원래 트라페주스 제국과 가까운 흑해 남안 출신. 오스만 제국 시기에 콘스탄티노폴리스로 이주하여 오스만 제국 후기에는 가장 영향력 있는 파나리오테스 가문 중 하나가 된다. 왈라키아와 몰다비아의 공작을 오가며 활약을 펼쳤다. 그리스 독립 전쟁이 발발하자 가문의 모든 힘을 그리스 독립군에 쏟아부었고, 그 결과 신생 그리스 왕국의 성립에 결정적인 역할을 하였다. 오스만 제국 뿐만 아니라 러시아 제국의 군대에 봉사하여 그 경험을 바탕으로 필리키 에타리아를 결성하였다.
- 바카레스쿠(Vacarescu)

이름만 보면 토종 루마니아인인 것 같지만, 사실은 그리스인의 후손이다. 팔라이올로고스 황가의 후손이라는 전설이 있지만, 아마 자칭일 것이다. 따라서 나중에 가면 자신의 성을 팔레올로그(Paléologue)로 바꾸는 사람이 나온다. 루마니아가 독립한 후에도 루마니아에 잔류하여 주로 문필가로서 많은 활약을 펼쳤다.
- 블라스토스(Vlastos)

그리스인 혈통. 기원을 더듬어 올라간다면 서기 1세기에 로마에서 이곳으로 이주한 귀족의 후손이라고 한다. 파나리오테스 중에서 가장 오랜 전통을 가지고 있는 경우라고 할 수 있으며, 확실히 문헌에 나타나는 것은 11세기부터이다. 그들은 이 시기에 이미 비잔티움의 장교로 복무하며 콘스탄티노폴리스에서 자신의 입지를 굳혔으며, 후에 콘스탄티노폴리스가 함락될 때에도 여전히 같은 곳에 거주하였다. 오스만 제국 내에서는 군인 가문이었던 비잔티움 시대와는 반대로 주로 문인, 의사, 학자로서 일했으며, 현재에는 이스탄불보다는 크레타와 키오스 섬에 주로 거주하고 있다.

## 같이 보기
- 디아포티스모스(Diafotismos)
- 루마니아에서의 그리스
- 불가리아 관할구
- 근대 루마니아
- 도나우 공국
- 몰다비아의 군주 목록
- 왈라키아의 군주 목록
- 러시아-투르크 전쟁의 역사
- 오스만 제국의 정부 조직

## 참조
- 본 문서에는 현재 퍼블릭 도메인에 속한 브리태니커 백과사전 제11판의 내용을 기초로 작성된 내용이 포함되어 있습니다.
- Mihai Berza, "Haraciul Moldovei şi al Ţării Româneşti în sec. XV–XIX", in Studii şi Materiale de Istorie Medie, II, 1957, p. 7–47
- Alex Drace-Francis, The Making of Modern Romanian Culture, London - New York, 2006, id=ISBN 1-84511-066-8
- Neagu Djuvara, Între Orient şi Occident. Ţările române la începutul epocii moderne, Humanitas, Bucharest, 1995
- Vlad Georgescu, Istoria ideilor politice româneşti (1369-1878), Munich, 1987
- Glenny, Misha (2001). 《The Balkans: Nationalism, War & the Great Powers, 1804-1999》. Penguin (Non−Classics). 014-023-377-6.
- Eric Hobsbawm, Age of Revolutions, section "Greek War of Independence"
- Konstantinos Paparrigopoulos (- Pavlos Karolidis), History of the Hellenic Nation (Volume Eb), Eleftheroudakis, Athens, 1925
- L. S. Stavrianos, The Balkans Since 1453
- Svoronos, Nikos (2004). 〈The Ideology of the Organization and of the Survival of the Nation〉. 《The Greek Nation》. Polis. ISBN 960-435-028-5.